# Pragmatique Sanction (1269)
La Pragmatique Sanction de saint Louis est une ordonnance datée de mars 1268/1269 par laquelle saint Louis aurait rétabli l'ancienne discipline ecclésiastique au sujet des élections et prohibé la simonie. L'authenticité de ce texte est jugée douteuse depuis le XVIIe siècle : il aurait été rédigé entre 1438 et 1452 pour justifier la Pragmatique Sanction de Bourges (1438).
Cette ordonnance est rendue publique pour la première fois au cours de l'assemblée du clergé de France, à Chartres, en 1450. Elle a servi à renforcer la position défendue par le roi Charles VII avec la Pragmatique Sanction de Bourges dans ses discussions avec le Saint-Siège.